# Овивян, Саркис Вартанович
Сарки́с Варта́нович Овивя́н (арм. Սարգիս Վարդանի Հովիվյան; 17 ноября 1938, Сухуми, Абхазская АССР, Грузинская ССР, СССР — 8 июля 2019, Ереван, Армения) — советский футболист и тренер. Мастер спорта СССР (1960). Заслуженный тренер Армянской ССР (1980).

## Карьера игрока
Саркис Овивян родился и вырос в Сухуми, с юношеских лет играл в командах мастеров Сухуми, Зугдиди и Кутаиси. В 1955—1956 — в группе подготовки тбилисского «Динамо» занимался у Григория Гагуа. Играл за юношескую сборную Грузии. В 1958 году был приглашен в ереванский «Спартак», выступавший в чемпионате СССР в классе «Б». В 1960 году клуб стал выступать в высшей лиге.
В 1959 году Овивян в составе московского «Спартака», усиленного игроками сборной СССР из других клубов — Ю. Войновым, В. Понедельником и И. Численко, совершил турне по странам Южной Америки и забил 4 гола — больше, чем кто-либо другой из игроков. По возвращении из турне получил приглашение тренера московского «Спартака» Н. Старостина, от которого отказался ввиду чувства долга перед поклонниками футбола в Армении. В 1960 году привлекался в состав сборной СССР в ходе подготовки к первому Кубку Европы и сыграл в неофициальном матче против сборной ГДР — в Дрездене 6 марта 1960 года.
В 1961 году был призван в армию и выступал за ЦСКА. После многочисленных обращений трудящихся Армении к властям и вмешательства Анастаса Микояна (первого зампреда Совмина СССР) и Маршала Советского Союза Ивана Баграмяна Овивяну разрешили служить в Армении и играть за ереванский «Спартак», переименованный в 1963 году в «Арарат».
Обладал высокой техникой, виртуозным дриблингом, сильными ударами с дальних дистанций. Овивян пользовался всесоюзной популярностью. Председатель Федерации футбола СССР и вице-президент ФИФА Валентин Гранаткин писал в еженедельнике «Футбол» № 29 за 1961: 

«…Многие игроки ныне непринуждённо выполняют целый комплекс сложных приемов. Такие футболисты, как Н. Маношин, М. Месхи, В. Амбарцумян, С. Овивян, С. Метревели, Ю. Шикунов, В. Серебряников, могут встать в ряд с лучшими техниками зарубежного футбола».
Овивян получал приглашения от тбилисского «Динамо» и московского «Торпедо», однако отказывался покинуть Армению. И все же, после конфликта со старшим тренером «Арарата» А. Фальяном в 1967 году, получив приглашение от тренеров Николая Старостина и Никиты Симоняна, один год выступал за московский «Спартак». Завершил выступления в конце 1969 года.

## Тренерская деятельность
В 1973—1977 годах — директор СДЮШОР горспорткомитета в Ереване. Тренировал клубы Армении, выступавшие во второй лиге чемпионата СССР: «Ширак», «Лори». В 1978—1979 годах Овивян и олимпийский чемпион Анатолий Исаев тренировали сборную Индонезии и столичные клубы «Арсето», «Джакартия», «Перкеса 78» (Богор), в 1980—1981 годах был вторым тренером ереванского «Арарата», в 1982—1987 годах тренировал армянские клубы второй лиги первенства СССР «Олимпия», «Алмаз», заведовал республиканской футбольной школой.
В 1988 году сотрудник отдела футбола спорткомитета Армении, а через год — начальник данного отдела до марта 1991 года. С марта 1991 по 1994 год — старший референт Олимпийского комитета Армении.

## Достижения
- Арарат (Ереван)
  - Победитель второй группы Класса «А»: 1965